# En la boca del lobo
En la boca del lobo es una teleserie colombiana producida por Sony Pictures Television y Teleset para UniMás y RCN Televisión Está basada en el libro En la boca del lobo: La historia jamás contada del hombre que hizo caer el cartel de Cali, escrito por William C. Rempel. Esta protagonizada por Carolina Acevedo y Luis Fernando Hoyos.

## Sinopsis
Cuenta la historia del hombre responsable de la caída de uno de los carteles del narcotráfico más poderosos de todos los tiempos. Ese hombre se llama Ricardo Salgado (Luis Fernando Hoyos), un ingeniero y militar que llegó a estar a cargo de la seguridad de uno de los máximos capos del Cartel de Cali, una de las organizaciones criminales más grandes del mundo y enconada rival del Cartel de Medellín.

## Producción
Internacionalmente se exhibió en Estados Unidos el 10 de octubre de 2014 en UniMás y concluyó el 9 de enero de 2015. En Colombia se emitió originalmente el 16 de agosto de 2016 en RCN Televisión a las 10:00 p. m., durante su emisión se mantuvo en 3-4 puntos siendo editada y cambiada de horario a los sábados 8:00 p. m., por sus bajos resultados. Con un promedio de 4.2 se despidió de las pantallas colombianas el 26 de noviembre.

## Reparto
Los nombres de casi todos los personajes fueron cambiados por razones legales. En su lugar, se emplean en la serie unos muy semejantes a los de la vida real.
Una situación particular tiene que ver con Flavio Escolar (interpretado por Fabio Restrepo), pues es el único de los personajes cuyo rostro nunca apareció por completo en los capítulos de la serie. Siempre luce semioculto, en escenas de baja iluminación o de espaldas.
| Actor                  | Personaje en la serie         | Nombre real o alias         |
| ---------------------- | ----------------------------- | --------------------------- |
| Luis Fernando Hoyos    | Ricardo Salgado Richard       | Jorge Salcedo               |
| Carolina Acevedo       | Lena Duque                    | Ángela                      |
| Lucho Velasco          | Manuel Ramírez Orjuela        | Miguel Rodríguez Orejuela   |
| Ricardo Vesga          | Élver Chacho Barrera          | Hélmer Herrera Buitrago     |
| Saín Castro            | Edilberto Ramírez Orjuela     | Gilberto Rodríguez Orejuela |
| Bruno Díaz             | Pepe de la Cruz               | José Santacruz Londoño      |
| Carlos Fernández       | Diego del Mazo                | Mario del Basto             |
| Manuel Gómez Gutiérrez | Coronel Alonso Vásquez        | Coronel Alfonso Velásquez   |
| Cristóbal Errázuriz    | Guillermo Palomino            | Guillermo Pallomari         |
| Gustavo Ángel          | Néstor Sampedro               | Ernesto Samper Pizano       |
| Patricia Tamayo        | Amanda                        | ---                         |
| Juan Carlos Solarte    | Mayor Aragón                  | ---                         |
| Ilja Rosendahl         | Christian Fine                | ---                         |
| Julián Díaz            | Orlando Agredo                | ---                         |
| Alejandro Tamayo       | Capitán Vagalara              | ---                         |
| Héctor Mejía           | Andrés Lunarejo               | ---                         |
| Fabio Restrepo         | Flavio Escolar                | Pablo Escobar               |
| Simón Rivera           | Pariente Gavirno              | Gustavo Gaviria Rivero      |
| Andrés Soleibe         | Jaime Gonzalo Ramírez Lacha   | Gonzalo Rodríguez Gacha     |
| Andrea Nocetti         | Analía Echavarría             | Martha Lucía Echeverry      |
| Gerardo Calero         | Ricardo Salgado Padre         | Jorge Salcedo Victoria      |
| Diego Vásquez          | Élmer Calleja                 |                             |
| Fernando Corredor      | Fiscal General Graudoff       | Gustavo de Greiff Restrepo  |
| Héctor de Malba        | Juan de Dios Duque            | ☆                           |
| Pedro Andrés Calvo     | Brayán                        | ☆                           |
| Vanessa Chaplot        | Teniente Marisol              | ☆                           |
| Estefanía Piñeres      | Camila                        | ☆                           |
| Carolina Velásquez     | María Antonia 'Toña' Elizalde | ☆                           |
| Weimar Delgado         | Iván Guardiola                | Iván Urdinola               |
| Santiago Bejarano      | Jaime Mendoza                 | Santiago Medina             |
| Didier van der Hove    | Alejandro Otero               | Fernando Botero Zea         |
| Jarol Fonseca          | Adalberto 'El Loco' Heraldo   | Alberto Giraldo             |

## Críticas
Tanto la serie como el libro de William C. Rempel y Jorge Salcedo han sido criticados abiertamente por William Rodríguez Abadía, hijo de Miguel Rodríguez Orejuela, no solo por cómo es glorificado el narcotráfico, sino también por varias incongruencias mostradas en el libro afirmando además que Jorge Salcedo entró a trabajar en el Cartel de Cali apenas meses antes de la capturas de sus líderes, y el verdadero jefe de seguridad era Mario del Basto. Además la serie comete errores anacrónicos como:
- La aparición de video beams modelos 2000 en pleno 1992.
- Pariente Gavirno (Gustavo Gaviria Rivero) en la cárcel La Catedral cuando este había sido abatido por la policía el 11 de agosto de 1990, un año antes de la entrega de Escobar.
- Se hace muy poca mención a la participación del Cartel de Cali en la caída de Gonzalo Rodríguez Gacha.
- En una escena ambientada en 1992, en la cárcel La Catedral aparece un televisor de pantalla plana de mediados de los 2010.
- En la serie, un noticiero de televisión advierte de la ida del viceministro de Justicia y el director de prisiones a La Catedral. En la vida real Escobar se percata de esta visita cuando ambos funcionarios están en las puertas de la cárcel.
- La captura de Iván Urdinola y las menciones al Cartel del Norte del Valle, cuando este nació de la escisión del Cartel de Cali.